# Dolichopus indianus
Dolichopus indianus is een vliegensoort uit de familie van de slankpootvliegen (Dolichopodidae). De wetenschappelijke naam van de soort is voor het eerst geldig gepubliceerd in 1946 door Harmston and Knowlton.